# Guillermo Teodoro Elías Millares
Guillermo Teodoro Elías Millares (ur. 16 listopada 1953 w Limie) – peruwiański duchowny katolicki, biskup pomocniczy Limy od 2019.

## Życiorys
Święcenia kapłańskie przyjął 8 grudnia 1981 i został inkardynowany do archidiecezji Limy. Pracował głównie jako duszpasterz parafialny, a w latach 1989–2006 był kapelanem i nauczycielem w szkole w La Planicie. W 1996 został włączony do duchowieństwa nowo powstałej diecezji Carabayllo. W latach 2006–2009 studiował w Hiszpanii, a po powrocie do kraju objął probostwo w parafii Matki Bożej Królowej Pokoju oraz został mianowany wikariuszem biskupim dla kurialnego komisji ds. małżeństwa i rodziny.
13 kwietnia 2019 papież Franciszek mianował go biskupem pomocniczym archidiecezji Limy oraz biskupem tytularnym Turres in Numidia. Sakry udzielił mu 6 lipca 2019 arcybiskup Carlos Castillo Mattasoglio.